# ニューバーン (ノースカロライナ州)
ニューバーン（英: New Bern、[ˈnuːbərn]）は、アメリカ合衆国ノースカロライナ州東部の都市。クレイブン郡の郡庁所在地である。人口は3万1291人（2020年）。ニューバーン都市圏の中核である。
トレント川とニュース川が合流する地点に位置し、ノースカロライナ州の大西洋岸に近い。州都ローリーの東180km、ウィルミントンの北東140kmに位置している。
1710年、スイスとプファルツ・ドイツの移民が入植した。開拓者達は、スイスの首都であり、指導者であるクリストフ・フォン・グラフェンリートの故郷であるベルンにちなんで町の名前を付けた。イングランドとスイスの結びつきは、スイスのプロテスタントが多い地域に逃避場を求めたメアリー女王時代の追放者が確立していた。カルヴァン主義の歴史の中でステュアート朝と著名人の結婚もあった。開拓者達はその開拓地が元は「チャトカ」と呼ばれたタスカローラ族インディアンの村のあった場所だったことが分かった。このために地域のタスカローラ族と紛争が起きた。
ニューバーンはバス町に次いでノースカロライナ州では2番目に古いヨーロッパ系アメリカ人が建てた町である。ノースカロライナ植民地の首都として機能し、その後短期間だが州都にもなった。アメリカ独立戦争後、町は裕福になり、豊かな文化的生活を発展させた。一時期は「南部のアテネ」と呼ばれ、フリーメイソンの寺院やアセンズ劇場があることで知られた。これらの建物は現在も活躍している。
町内にアメリカ合衆国国家歴史登録財に指定される歴史地区が4か所ある。その中には18世紀初期まで遡ることのできる住宅、店舗、教会がある。ウォーターフロントから歩いて行ける範囲には164を超える国家歴史登録財の住宅や建物がある。近在にはベッド・アンド・ブレックファスト、ホテル、レストラン、銀行、ブティック、専門店もある。歴史地区には市の花であるサルスベリ2,000本の内の多くがあり、庭園を形成している。ニューバーンには2つの「地方歴史地区」があり、他では置き換え難い歴史的な建物の外観を法的に保護する、市が定めた地域である。これらの地域は町の特徴ある魅力の多くを提供し、退職者や歴史遺産観光客に訴え、市の経済に貢献している。この地方歴史地区はニューバーンにとって非常に重要なものであるが、市域70 km2の中の僅か2.43%に過ぎない。新たに開発に供することのできる地域も幾らかはある。

## 歴史

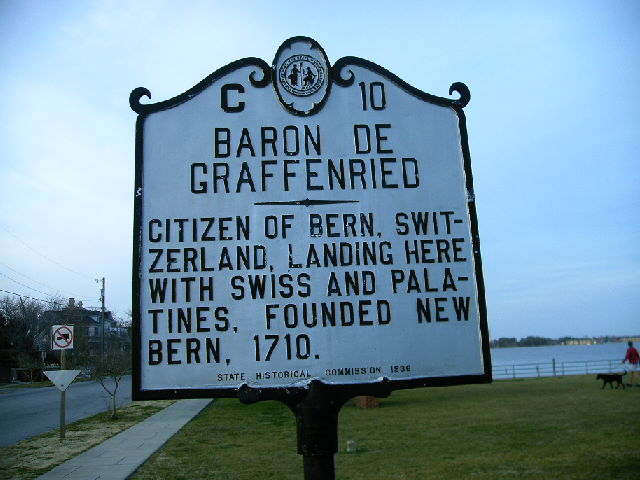
ニューバーンの成り立ちを説明する歴史標識

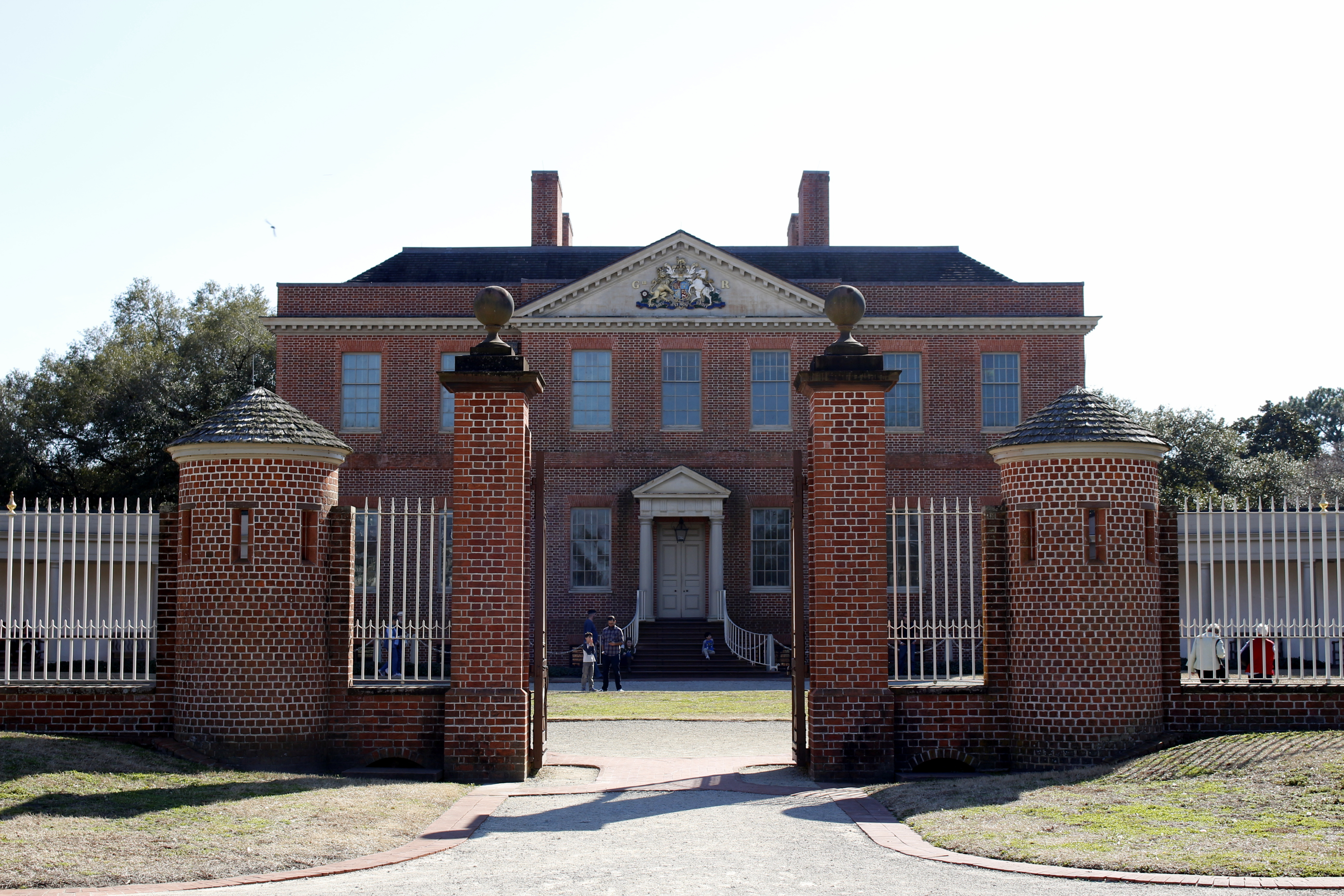
再建されたタイロン・パレス、2008年撮影

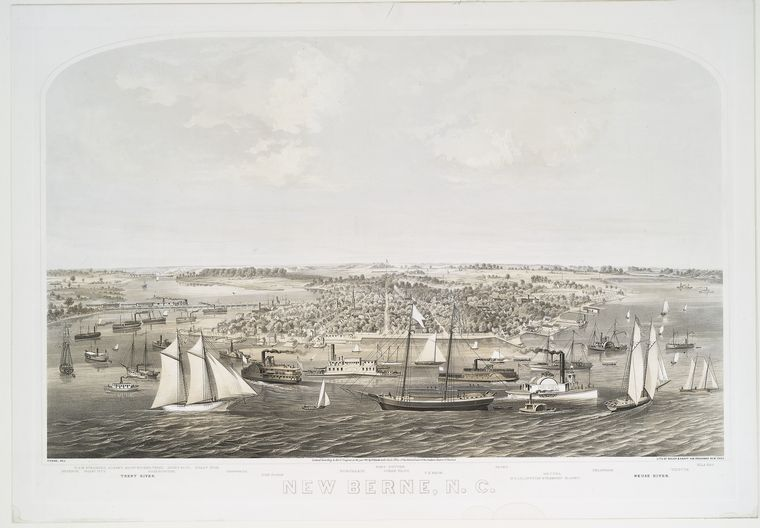
1864年のニューバーン

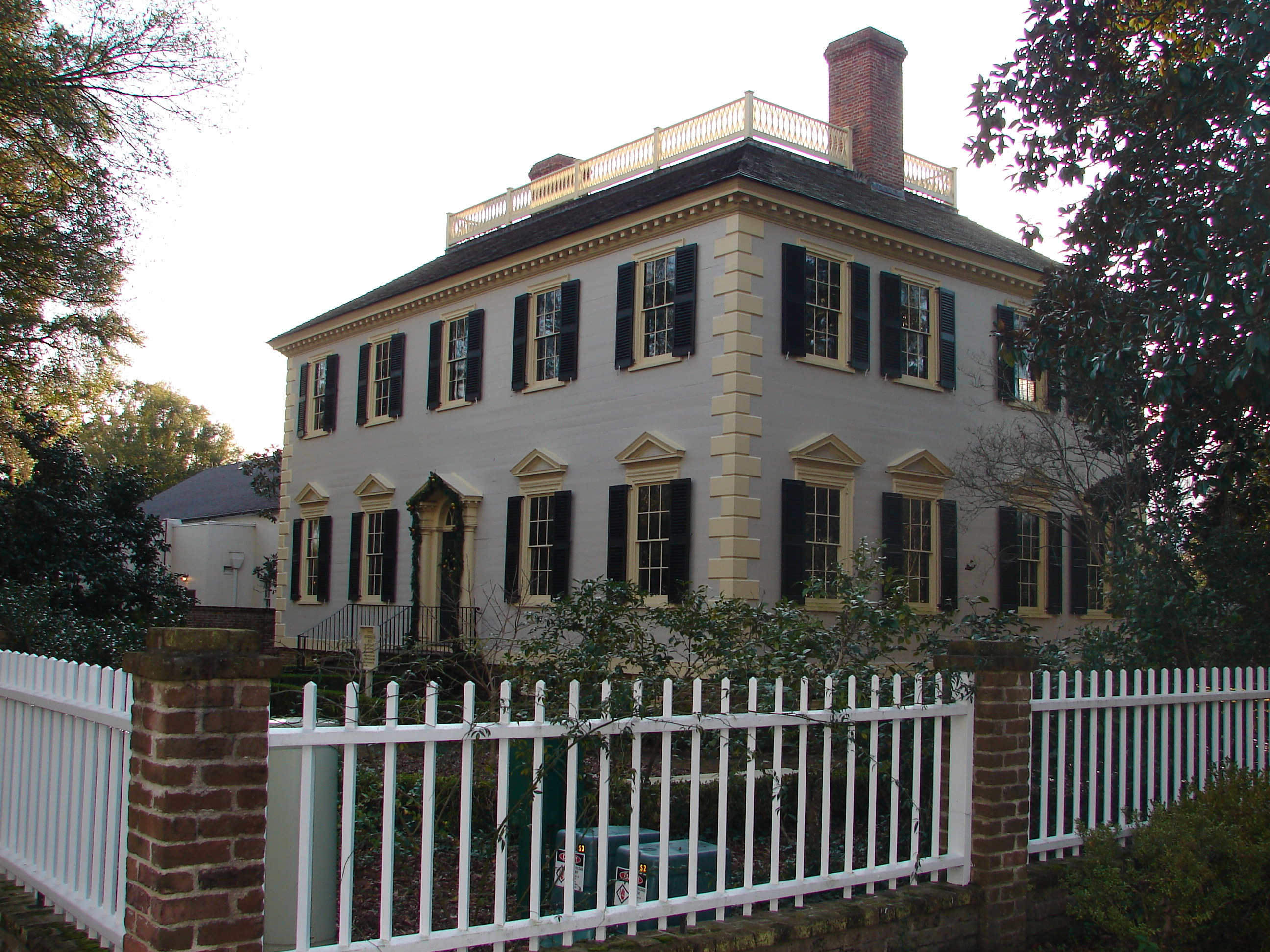
ジョン・ライト・スタンリー邸、1780年代建設

ノースカロライナの水路に沿って、ヨーロッパ人が地域を探検する数千年も前から、様々な文化を持った先住民が住んでいた。イロコイ語を話すタスカローラ族が古代のある時点で五大湖地方から南に移動し、数百年間この地域を占有していた後に、ヨーロッパ人が入って来た。タスカローラ族は川の合流点に古代の村の「チャトカ」を造った。ヨーロッパ人の侵入には抵抗し、1712年には抗議のために立ち上がった。
ニューバーンに最初にヨーロッパ人が入って来たのは1710年のことであり、スイス人とプファルツ・ドイツの移民だった。クリストフ・フォン・グラフェンリート、フランツ・ルイス・マイケル、ジョン・ローソンが指導者だった。彼らは町の名をフォン・グラフェンリートの故郷であるベルンにちなんで名付けた。ベルンは後にスイスの首都になった。フォン・グラフェンリートは町の区画を十字の形に配置したが、後に通りが追加され格子状になって、この十字は曖昧なものになった。ノースカロライナ植民地では最初の恒久的な首都になった
1770年、イギリスの植民地政府の館としてタイロン・パレスが完成した。アメリカ独立戦争後、ニューバーンは州都になった。タイロン・パレスは州政府の庁舎に使われた。しかしこのパレスは1790年代に焼けてしまった。
19世紀初期、ニューバーンはノースカロライナ州最大の都市となり、プランテーション農業に関わる商品と奴隷の貿易で発展した。ローリーが州都に指定された後、ニューバーンは貿易のルートをカリブ海とニューイングランドに拡大することで経済を再建した。砂糖、奴隷と客の要望する商品の三角貿易に関わっていた。1815年には人口3,600人になっていた。
南北戦争の初期段階である1862年、この地域はニューバーンの戦いの戦場になった。北軍が町を奪取し、1865年の終戦まで占領していた。この期間に1万人近い黒人奴隷が逃亡し、保護と自由を求めて北軍のキャンプに行った。北軍は難民を収容するためにニューバーンでトレント川コントラバンド・キャンプを設営した。成人は働けるように組織した。大人と子供の双方に読み書きを教えるために宣教師が来た。
1863年1月、エイブラハム・リンカーン大統領が奴隷解放宣言を出した後で、北軍が占領している地域の奴隷は自由の身であることが宣言され、トレント川キャンプには保護を求めた解放奴隷がさらにやってきた。軍はマサチューセッツ州出身の連邦議会付き牧師ホレス・ジェイムズを「ノースカロライナ地区の黒人問題監督官」に指名した。ジェイムズは、トレント川キャンプに加えて、自立を目指した沖合にあるロアノーク島解放奴隷のコロニーの開発も監督した。1863年からは、ノースカロライナ州の解放奴隷4,000人近くがアメリカ合衆国有色人部隊に入隊し、北軍と共にその恒久的な自由を求めて戦った。その中にはロアノーク島のコロニーからの150人も含まれていた。
ニューバーンは北軍が連続して占領していたので、戦中も破壊を免れた。北軍が占領し、市の近くで数千人の解放奴隷が宿営していたことのために社会的な混乱が多かった。それでも、戦後は他の多くの都市よりも速く回復した。
1870年までにニューバーン経済の主要部として製材業が成長した。伐り出された木材は近くの2つの川を使って下流に搬送された。市は解放奴隷の中心であり続け、白人の監督に頼らない社会を創り出した。繁栄する教会、友愛組織、および彼等独自の事業があった。1877年までに、市の人口は黒人が多数となった。
州議会はニューバーン市とクレイブン郡をノースカロライナ州第2選挙区に指定し、元はプランテーションがあった区域として、州内の黒人が集中する区となった。19世紀後半にアメリカ合衆国下院に4人の黒人議員を選出していた。州は1900年に憲法の選挙権修正法を成立させ、様々な手段を使って黒人市民から選挙権を取り上げた。その結果、政治の場から完全に締め出され、陪審員にも地方の役人にもなれなくなった。白人の民主党が、1965年の投票権法など連邦政府が憲法で保障される権利を執行した公民権法の成立まで、この抑圧を続けていた。
1890年までに、ニューバーンはノースカロライナ州の製材業で最大の中心地となり、南部でも最大級のものになった。この頃、16もの製材所が運営され、ニューバーンとその地域の数百人を雇用した。木材成金の競争を好む性格、豊富な材木、および技能者の存在により、ニューバーンに南部でも最大級に精巧な家屋が建設され、その多くが今の残っている。木材ブームは1920年代まで続いた。そのご製材所は1つ1つ消えていった。今日ではウェアーハウザー製材所が唯一残っている。
市内には国定歴史地区が4か所、地方歴史地区が2か所あり、それが建築物の性格を保存するのに役立っている。中心街地方歴史地区は広さ368.64エーカー、すなわち0.576平方マイル (1.49 km2) ある。リバーサイド地方歴史地区は広さが51.94エーカー、すなわち0.081平方マイル (0.21 km2) ある。
ユニオンポイント公園はニュース川とトレント川に接している。そこはニュース川デイズや7月4日独立記念日など市の主要な催事が開催される場所である。1979年からスイス・ベア中心街再活性化会社が中心街の再開発を行ってきた。画廊、専門店、アンティーク店、レストラン、宿屋の創設を促した。この地域は社会と文化の中心地となった。ジェイムズ・リード・レインはポロック通り沿い、歴史あるクライストチャーチの向かいにあるミニパークと歩道の通り抜けである。民間の再生努力によって中心街の多くの建物が20世紀変わり目のころの優雅さを取戻してきた。
2005年、NBCテレビの番組『トゥデイ』が、ニューバーンを国内で退職後に住む最良の場所として取り上げた。北部州から移って来た退職者が人口を増やしている。

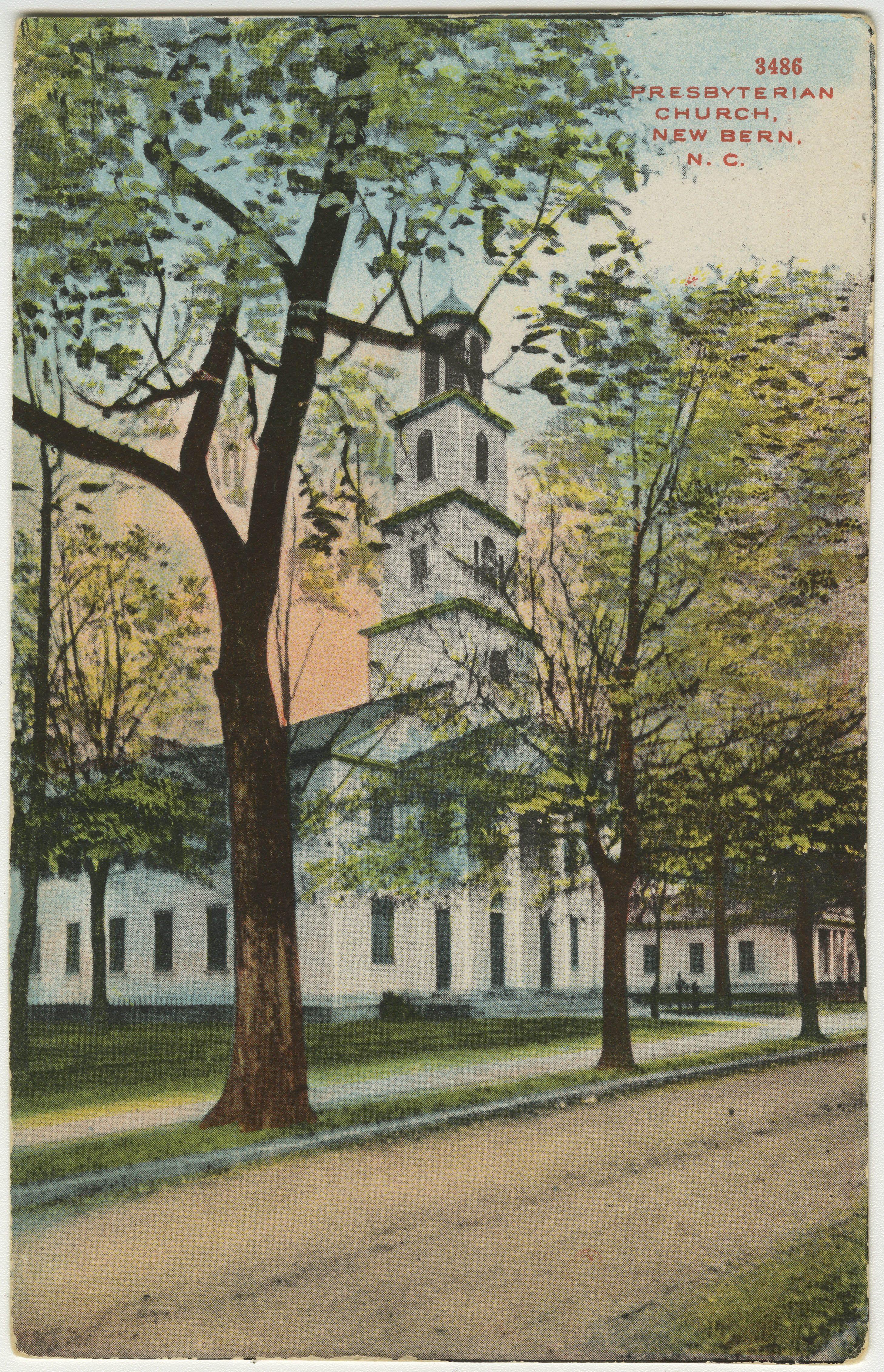
昔の絵葉書に描かれた第一長老派教会

ニューバーン市のアメリカ合衆国国家歴史登録財としては、次のものがある。
| - アットモア・オリバー邸 - J・T・バーバー学校 - バクスター・クロック - ベルエア（プランテーションハウス） - ブレイズ邸 - ブライアン邸と事務所 - シーダーグローブ墓地 - シーダー通りレクリエーションセンター - センテナリー・メソジスト教会 - 中央小学校 - クライスト・エピスコパル教会と教区会館 - クーア・ビショップ邸 - クーア・ガストン邸 - クレイブン・テラス（アパート） - デグラフェンリード公園歴史地区 - エベネザー長老派教会 | - 第一バプテスト教会 - 第一チャーチ・オブ・クライスト、サイエンティスト - 第一ミッショナリー・バプテスト教会 - 第一長老派教会と教会墓地 - ガン歴史地区 - ガル・ハーバー - ハーベイ邸 - ホークス邸 - ウィリアム・ホリスター邸 - トマス・ジャーキンス邸 - ジャーキンス・ダフィ邸 - ジョーンズ・ジャービス邸 - ユリシーズ・S・メイス邸 - フリーメイソン・テンプルと劇場 - マウント・シャイロー・ミッショナリー・バプテスト教会 - ニューバーンの戦い戦場跡 | - ニューバーン歴史地区 - ニューバーン市役所ビル - ニューバーン国立墓地 - レム・ウォルドロップ邸 - リバーサイド歴史地区 - ルー礼拝堂AME教会 - スロバー・ブラダム邸 - イーライ・スモールウッド邸 - セントジョンズ・ミッショナリー・バプテスト教会 - セントポール・ローマ・カトリック教会 - セントピーターAMEザイオン教会 - エドワード・R・スタンリー邸 - ジョン・ライト・スタンリー邸 - スティーブンソン邸 - アイザック・テイラー邸 - ティスデール・ジョーンズ邸、ヨーク・ゴードン邸 |

## 地理

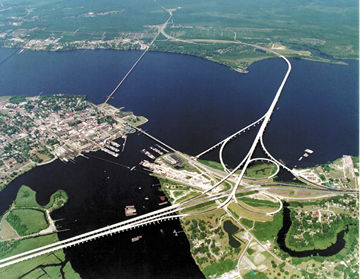
ニューバーンの空中写真、トレント川（手前中央）とニュース川（左から右）の合流点が見える。上が東である。2つの大きな橋はアメリカ国道70号線と同17号線を渡し、ノースカロライナ州道55号線はニューバーンをバイパスして南の未編入町ジェイムズシティに至る。トレント川河口を渡す小さな橋はフロント通り、ニュース川を渡す小さな橋は鉄道橋である

ニューバーンはクレイブン郡の中心に位置し、座標では北緯35度6分33秒 西経77度4分9秒 / 北緯35.10917度 西経77.06917度 (35.109070, −77.069111)にある。潮汐のあるトレント川とニュース川、2つの川の合流点に位置している。
アメリカ国道70号線と同17号線が市内を通り、市中心部の南を通る自動車専用道路として、短区間合流している。国道70号線は西に33マイル (53 km) でキンストン、南東に35マイル (56 km) で大西洋に近いモアヘッドシティに繋いでいる。州都のローリー市は国道70号線を経由して西に112マイル (180 km) である。国道17号線は南西に37マイル (60 km) でジャクソンビルに、また新しい橋でニュース川を渡り北に36マイル (58 km) でノースカロライナ州のワシントンに至る。
ニューバーンはノースカロライナ州のインナーバンクス地域に位置している。アメリカ合衆国国勢調査局に拠れば、市域全面積は29.7平方マイル (76.9 km2)であり、このうち陸地28.2平方マイル (73.1 km2)、水域は1.4平方マイル (3.7 km2)で水域率は4.87%である。

### 気候
ニューバーンは大西洋岸平原に典型的な温暖湿潤気候である。夏は暑く湿気ており、午後の雷雨が多く、それが夏の降水量の多さになっている。春と秋は概して温和であり、10月から11月初旬に紅葉が起きる。冬は比較的温暖で他の季節より乾燥している。時に雪が降ることもある。
| ニューバーンの気候              | ニューバーンの気候 | ニューバーンの気候 | ニューバーンの気候 | ニューバーンの気候 | ニューバーンの気候 | ニューバーンの気候 | ニューバーンの気候 | ニューバーンの気候 | ニューバーンの気候 | ニューバーンの気候 | ニューバーンの気候 | ニューバーンの気候 | ニューバーンの気候 |
| 月                              | 1月                | 2月                | 3月                | 4月                | 5月                | 6月                | 7月                | 8月                | 9月                | 10月               | 11月               | 12月               | 年                 |
| ------------------------------- | ------------------ | ------------------ | ------------------ | ------------------ | ------------------ | ------------------ | ------------------ | ------------------ | ------------------ | ------------------ | ------------------ | ------------------ | ------------------ |
| 最高気温記録 °F （°C）          | 81 (27)            | 88 (31)            | 90 (32)            | 95 (35)            | 100 (38)           | 105 (41)           | 106 (41)           | 103 (39)           | 101 (38)           | 97 (36)            | 87 (31)            | 83 (28)            | 106 (41)           |
| 平均最高気温 °F （°C）          | 54 (12)            | 57 (14)            | 64 (18)            | 72 (22)            | 79 (26)            | 85 (29)            | 88 (31)            | 87 (31)            | 83 (28)            | 74 (23)            | 66 (19)            | 58 (14)            | 72.3 (22.3)        |
| 平均最低気温 °F （°C）          | 34 (1)             | 36 (2)             | 42 (6)             | 50 (10)            | 59 (15)            | 67 (19)            | 71 (22)            | 70 (21)            | 65 (18)            | 53 (12)            | 44 (7)             | 36 (2)             | 52.3 (11.3)        |
| 最低気温記録 °F （°C）          | 1 (−17)            | 6 (−14)            | 17 (−8)            | 29 (−2)            | 32 (0)             | 44 (7)             | 55 (13)            | 50 (10)            | 43 (6)             | 26 (−3)            | 17 (−8)            | −4 (−20)           | −4 (−20)           |
| 雨量 inch （mm）                | 4.77 (121.2)       | 3.80 (96.5)        | 4.49 (114)         | 3.40 (86.4)        | 4.19 (106.4)       | 4.80 (121.9)       | 6.48 (164.6)       | 6.84 (173.7)       | 5.45 (138.4)       | 3.39 (86.1)        | 3.23 (82)          | 3.84 (97.5)        | 54.68 (1,388.9)    |
| 降雪量 inch （cm）              | 1.0 (2.5)          | 0.8 (2)            | 0.5 (1.3)          | 0.1 (0.3)          | 0 (0)              | 0 (0)              | 0 (0)              | 0 (0)              | 0 (0)              | 0 (0)              | 0.1 (0.3)          | 0.2 (0.5)          | 2.7 (6.9)          |
| 出典1：National Weather Service |                    |                    |                    |                    |                    |                    |                    |                    |                    |                    |                    |                    |                    |
| 出典2：Weatherbase              |                    |                    |                    |                    |                    |                    |                    |                    |                    |                    |                    |                    |                    |

## 交通
海岸カロライナ地域空港はニューバーン中央事業地区の南3マイル (5 km) にある公営空港である。

## 人口動態
2012年のアメリカン・コミュニティ・サーベイに拠れば、ニューバーン市の人口や30,316人（都心部95%、田園部5%）であり、男性が46%、女性が54%、年齢の中央値は38.8歳だった。18歳未満の構成比は24.2%だった。人種構成では白人16,286人、55.4%、黒人9,272人、31.5%、ヒスパニック系1,492人、5.1%、アジア系1,312人、4.5%、混血953人、3.2%、インディアン78人、0.3%、その他の人種29人、0.09%だった。
以下は2010年の国勢調査による人口統計データである。
基礎データ
- 人口: 
  - 2010年: 29,524 人
  - 2000年: 23,128 人
  - 10年間成長率: 27.7%
- 18歳未満: 22.8%
- 住居数: 14,471 軒
  - 入居率: 88.2%

人種別人口構成
- 白人: 57.0%
- アフリカン・アメリカン: 32.8%
- ネイティブ・アメリカン: 1%未満
- アジア人: 3.6%
- ヒスパニック・ラテン系: 5.8%

## 教育

### 高等教育機関
- クレイブン・コミュニティカレッジ

### 高校
- ニューバーン高校
- クレイブン・アーリーカレッジ高校
- 西クレイブン高校
- エピファニー学校

### 中学校
- グロバー・C・フィールズ中学校
- H・J・マクドナルド中学校
- 西クレイブン中学校

### 小学校
- トレントパーク小学校
- オークスロード小学校
- J・T・バーバー小学校
- ブリンソン記念小学校
- ベン・D・クイン小学校
- アルバート・H・バンガート小学校
- クリークサイド小学校
- ブリッジトン小学校
- コン小学校
- ハンター小学校

### 私立学校
- カルバリー・バプテスト・クリスチャン学校
- セントポール・カトリック学校（セントポール教育センター）
- エピファニー・スクール・オブ・グローバル・スタディーズ
- ニューバーン・クリスチャン・アカデミー

## ラジオ
- 1450kHz AM / 97.1MHz FM WNOS – ニューズ/トーク/スポーツ
- 1490kHz AM / 103.9MHz FM WWNB ESPN Radio – スポーツ・トーク
- 88.5MHz FM WZNB 公共ラジオ東 – ニューズ/トーク
- 89.3MHz FM WTEB 公共ラジオ東 – クラシック音楽
- 91.9MHz FM WAAE アメリカン・ファミリー・ラジオ – 宗教
- 98.3MHz FM WLGT ザ・ブリッジ – コンテンポラリー・クリスチャン
- 101.5MHz FM WRAL オール・ザ・ヒット
- 101.9MHz FM WIKS キスFM – ヒップホップ & R&B
- 104.5MHz FM WSTK バイン・コネクション – トラディショナル・ゴスペル
- 106.5MHz FM WSFL-FM – クラシック・ロック
- 97.9MHz FM WNBB – クラシック・カントリー
- 98.9MHz FM WNBR – クラシック・カントリー

## 大衆文化の中で
- ジュール・ヴェルヌの1896年の小説『Face au Drapeau』（旗に向かう）では、ニューバーンを主人公の1人がアメリカ合衆国政府による保護施設に関わる場所として登場させている[19]
- ニコラス・スパークスはその小説『The Notebook』と『A Bend in the Road』でニューバーンを舞台にしている

## 著名な出身者
- ルイス・アーミステッド、南軍の准将[20]

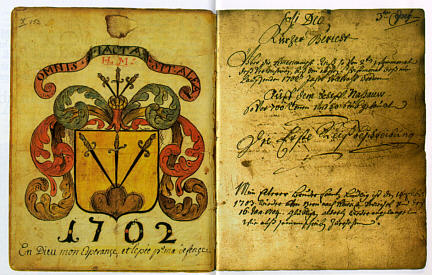
ニューバーンの設立者の一人、スイス、ベルン出身のフランツ・ルドヴィヒ・ミシェルの日誌、表紙、1702年

- ジョージ・バジャー、政治家、アメリカ合衆国海軍長官
- グレアム・アーサー・バーデン、ノースカロライナ州選出のアメリカ合衆国下院議員、1935年から1961年まで13期務めた
- ウォルト・ベラミー、NBAバスケットボール選手、バスケットボール殿堂入り
- ヴァレンティーナ・リシッツァ、ウクライナ生まれのピアニスト
- リンダ・マクマホン、プロレス団体WWEの経営者、設立者のビンス・マクマホンは夫
- リチャード・ドブス・スペイト、アメリカ独立宣言の署名者、ノースカロライナ州知事
- アダム・ウォーレン、メジャーリーグベースボール選手、ニューヨーク・ヤンキース